# ساراباند (فیلم)
ساراباند (به انگلیسی: Saraband) فیلمی سوئدی در ژانر درام به کارگردانی اینگمار برگمان است. این فیلم دنباله ای بر  صحنه‌هایی از یک ازدواج  هست و اتفاقاتش ۳٠ سال پس از آن روایت می شود. این فیلم در سایت imdb توانسته نمره‌ی ۷/۵ را کسب کند.

## داستان فیلم
«مارین» که یک وکیل است پس از۳۲ سال دوری و بی‌خبری به دیدن شوهر سابقش «یوهان» می‌رود که حالا با پسرش «هنریک» و نوه‌اش «کارین» در خانه‌ای ییلاقی و دورافتاده در سوئد زندگی می‌کند. کارین که نزد پدرش درس نواختن ویولنسل می‌گیرد برای مارین از شقاوت و خودمحوری پدرش می‌گوید، از آن طرف، هنریک که سوگوار از دست دادن همسرش آنا است، به کارین التماس می‌کند تا او را ترک نکند. هنریک از پدرش تقاضای گرفتن ارثیه‌اش را می‌کند تا بتواند برای دخترش ویولنسل بهتری بخرد، اما پدربزرگ با رد کردن این پیشنهاد پسر را از خود می‌رنجاند. هنریک با مارین دربارهٔ امکان به دادگاه کشیدن پدرش صحبت می‌کند و او را از این همه انزجار و خشم نسبت به پدر، شگفت زده می‌کند. یکی از دوستان اهل موسیقی یوهان، که متوجه استعداد کارین در نواختن ویولنسل شده، اظهار آمادگی می‌کند که خرج تحصیل او را در دانشگاهی در هلسینکی بپردازد.
کارین به مارین می‌گوید که مادرش در نامه‌ای خطاب به پدرش از او خواسته‌است که از وابستگی بیمارگون به دخترش بپرهیزد. اما پدر به این موضوع بی‌توجه‌است. هنریک از دختر می‌خواهد که با هم کنسرتی براساس قطعه‌ای از باخ، اجرا کنند. اما دختر به بهانه اینکه برای دو سال آینده با یکی از دوستانش عازم شهری دیگر برای تحصیل است پیشنهاد پدر را رد می‌کند. وقتی هنریک اقدام به خودکشی می‌کند با عکس‌العمل تلخ پدر مواجه می‌شود. پس از گذراندن یک شب هولناک، مارین برای ما می‌گوید که در این فاصله از شوهر سابقش بی‌خبر بوده‌است، و آنجا است که یاد دخترش می‌افتد که مبتلا به بیماری فراموشی است، انگار برای نخستین بار حس مادری در او دوباره جان می‌گیرد.

## بازیگران
لیو اولمان در نقش ماریان
بوریه آلشتت در نقش هنریک
ارلاند یوسفسن در نقش یوهان
یولیا دوفونیوس در نقش کارین
گونل فرد در نقش مارتا